# Monte Frontè
Il monte Fronté ( 2152 m s.l.m.) è una montagna delle Alpi Liguri (sottosezione Alpi del Marguareis).

## Toponimo

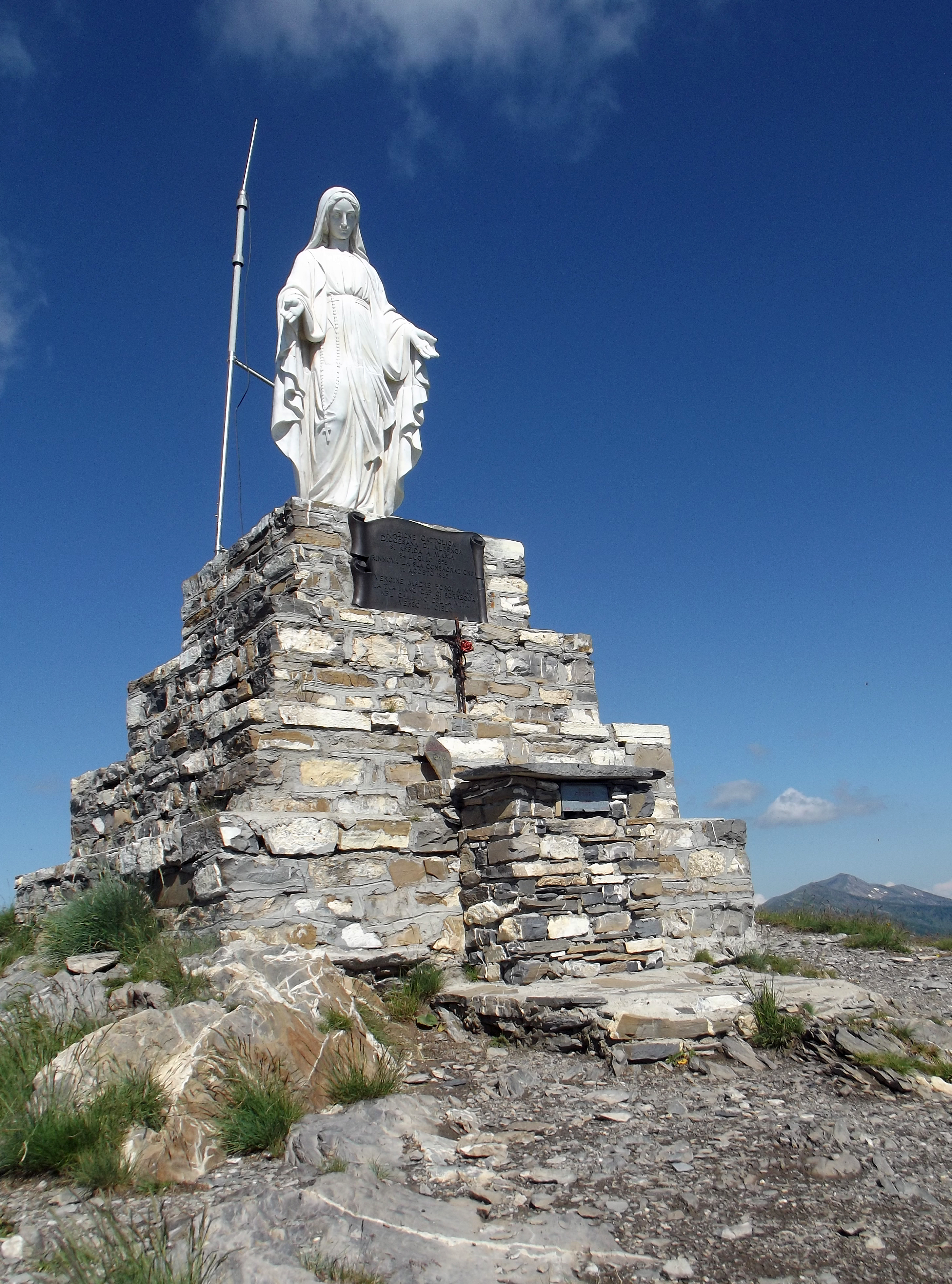
La statua sulla cima

Il nome attuale è la contrazione del precedente nome storico di monte Frontero.

## Descrizione
È la seconda vetta più alta della Liguria dopo il monte Saccarello ed è anche la montagna più alta posta interamente in territorio ligure. Come il Saccarello anche il Monte Fronté, presenta un versante poco acclive, coperto da pascoli, rodoreti e lariceti sul versante settentrionale (verso Monesi di Mendatica) ed è invece roccioso e molto scosceso sul lato sud-ovest (verso Triora). Il passo Frontè (2081 m) separa la vetta del Monte Fronté dalla vicina Cima Garlenda. Sulla cima della montagna convergono la val Tanaro, la valle Argentina e la valle Arroscia ed è collocata una statua della Madonna in grandezza naturale, eretta nel 1955. La sua prominenza topografica è di 132 metri e il punti di minimo cade in corrispondenza del Passo di Garlenda.

## Accesso alla cima
Nei pressi del monte Fronté transita l'Alta via dei Monti Liguri, che nel suo tratto tra il Passo Frontè e il passo Garlenda attraversa il versante della montagna rivolto verso la val Tanaro. La cima della montagna può essere raggiunta o per una grossa mulattiera dal Passo Frontè o dal passo di Garlenda per tracce di passaggio sul crinale.
Può essere inoltre raggiunto dal Colle del Garezzo per una sterrata che corre lungo il crinale Val Arroscia/Val Argentina.

## Tutela naturalistica
Le pendici meridionali della montagna fanno parte del Parco naturale regionale delle Alpi Liguri.

## Punti di appoggio
- Rifugio Sanremo

## Galleria d'immagini

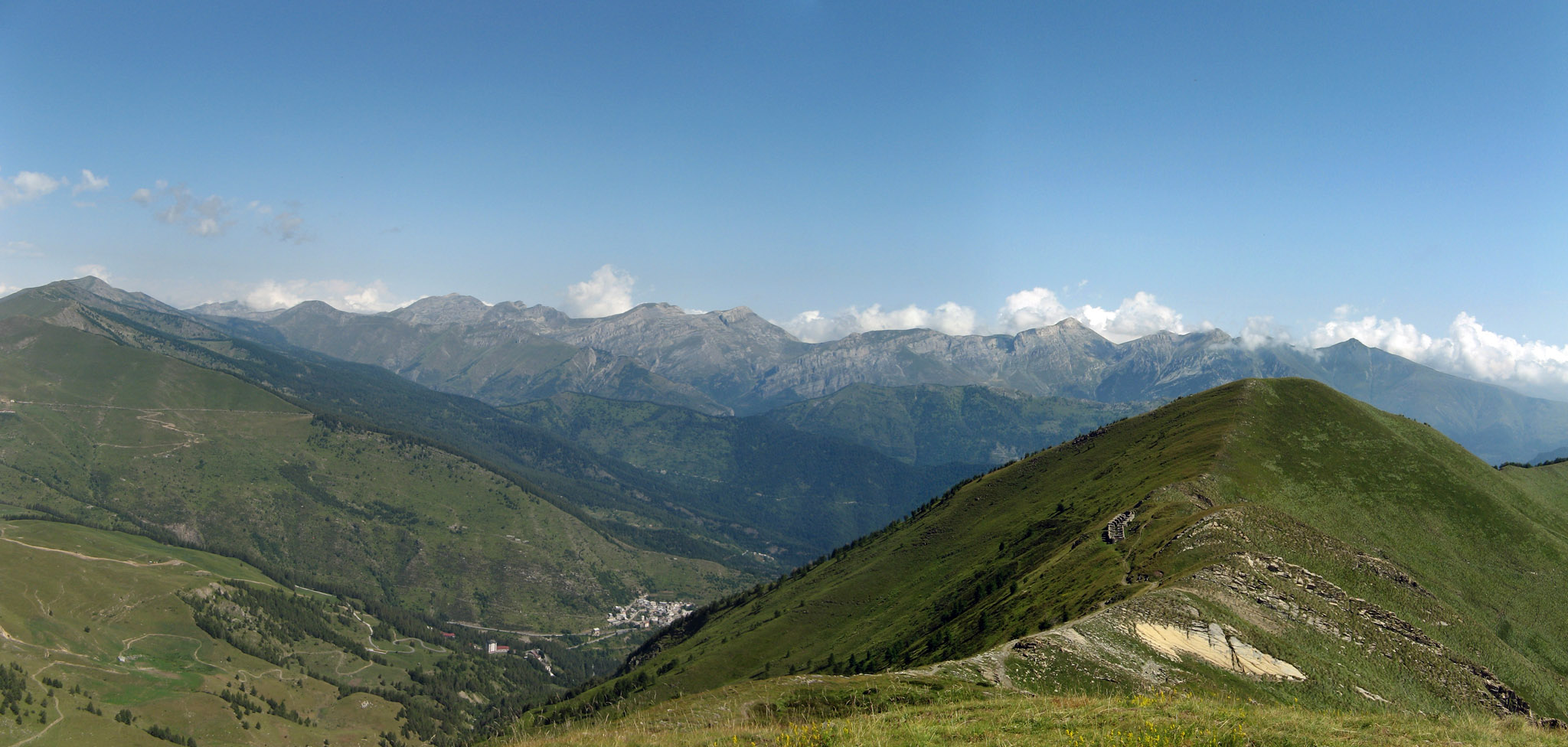
Panorama verso nord dalla cima del Fronté: in alto le Alpi del Marguareis, in basso Piaggia, capoluogo del comune di Briga Alta
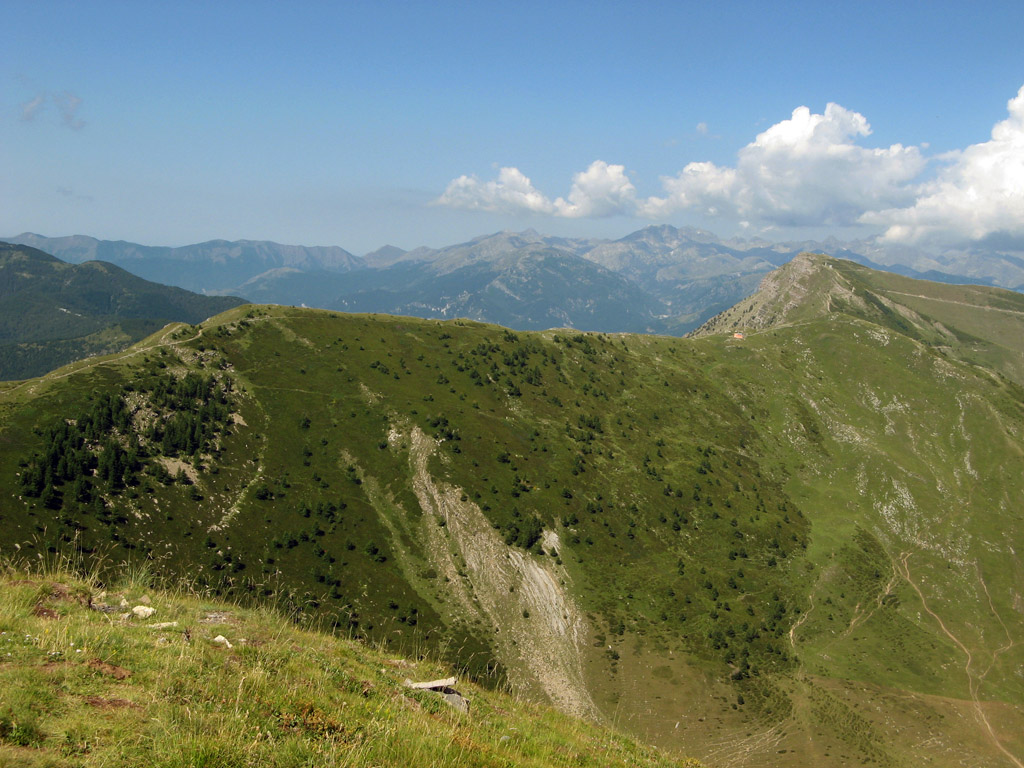
Panorama verso nord-ovest dalla cima del Fronté: in primo piano la cresta verso il Saccarello (la cui vetta è sulla destra), sullo sfondo le Alpi Francesi con la rocca dell'Abisso
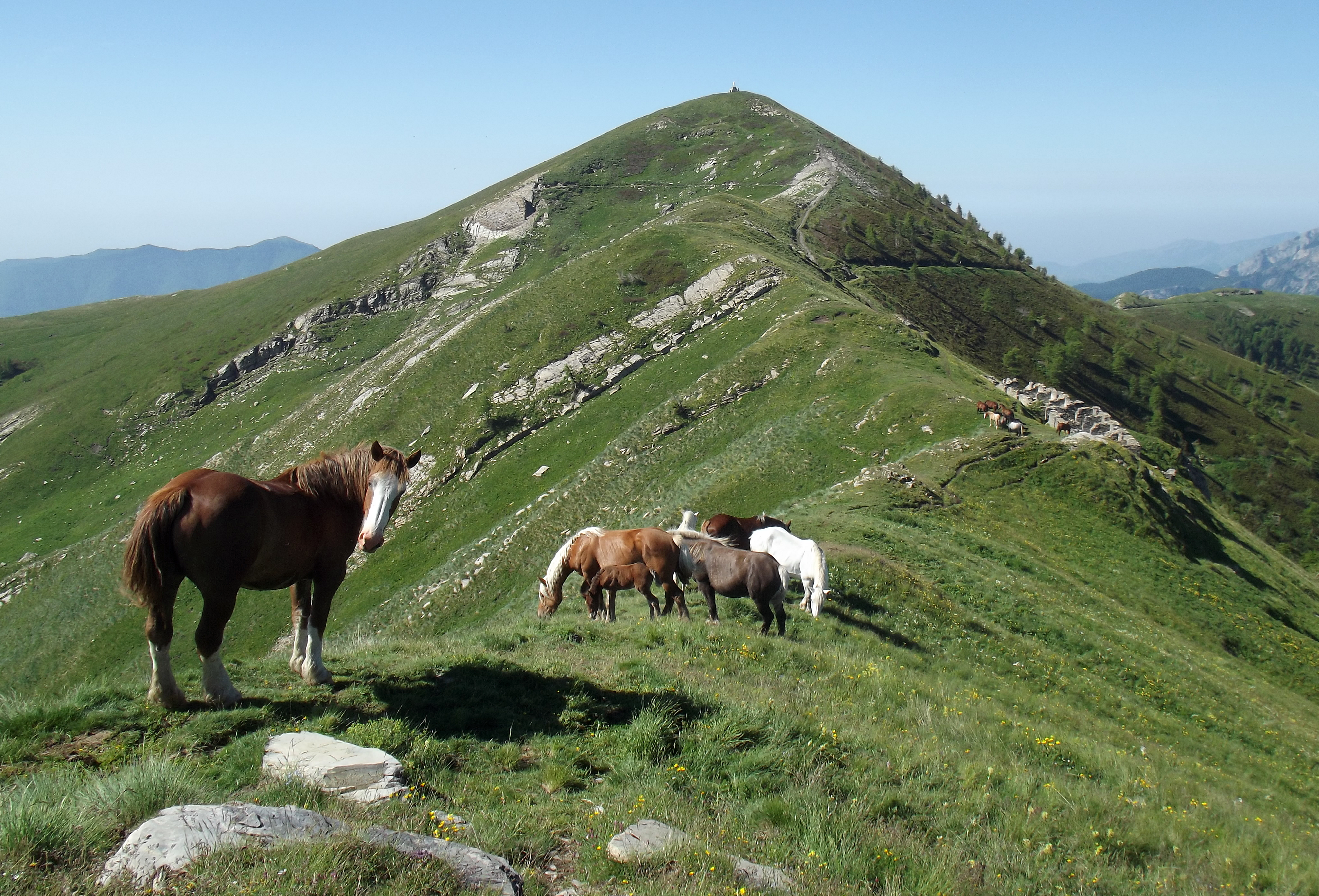
Il monte Frontè dalla cima Garlenda